# Disney's River Country
Disney's River Country était un parc aquatique ouvert le 20 juin 1976 au sein du camping de Walt Disney World Resort, Disney's Fort Wilderness Resort au bord de Bay Lake. Il a été fermé le 1er septembre 2001 car il n'était plus aux normes en vigueur pour ce type de parc. De plus, la concurrence était rude avec Disney's Typhoon Lagoon et Disney's Blizzard Beach, plus facilement accessibles, plus grands et plus évolués.

## Le concept et le contenu

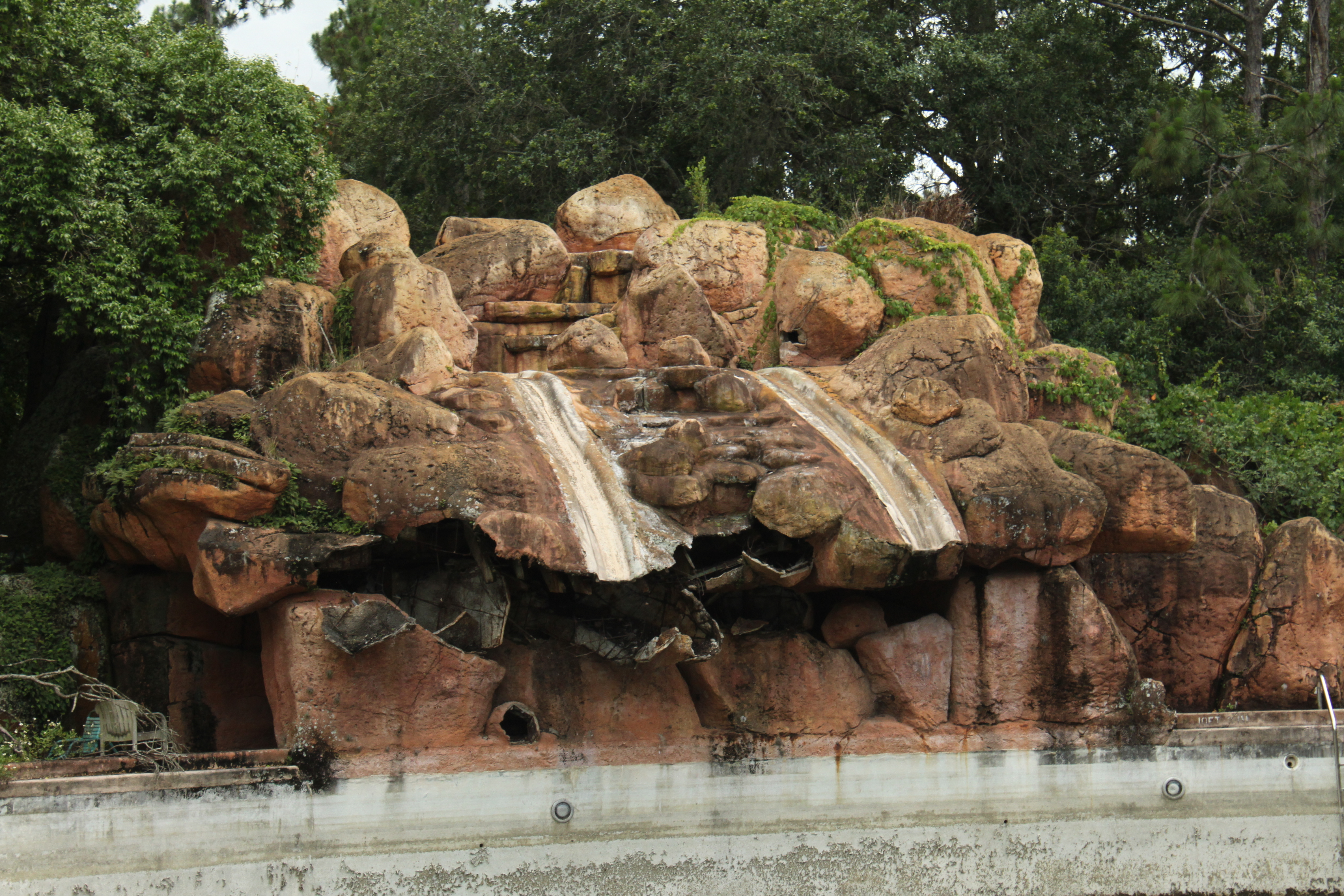
Cascade abandonnée de River Country.

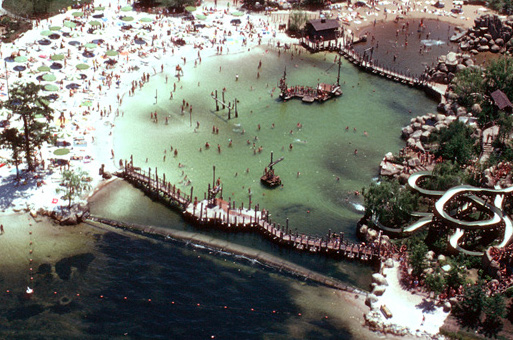
Vue aérienne dans les années 1990.

C'est la version Disney d'un lieu de baignade à l'ancienne, ainsi qu'il s'en trouvait, au début du XXe siècle, auprès d'un plan d'eau d'un lac ou d'un étang aménagés en lieu de loisirs. Le thème provient des aventures enfantines de Mark Twain le long du Mississippi.
Il consistait en un lagon de 1 250 m3, baptisé Bay Cove, séparé par un pont flottant du Bay Lake et d'une vraie piscine adjacente. Le lagon naturel était agrémenté de quelques toboggans, de barges et de poteaux reliés par des cordes afin de permettre au visiteur de se prendre pour Huckleberry Finn. Une partie de lagon était moins profonde et destinée aux enfants. Deux plages entourant la piscine permettaient aux baigneurs de se reposer à proximité du lagon.
À l'est du lagon, une montagne (artificielle) de rochers ocres accueillait les deux toboggans, de type rivière rapide. Un système de pompe apportait l'eau puis la recyclait en permanence afin de l'envoyer dans les toboggans. Un système de mur séparait l'eau du lagon de celle du lac afin de la traiter plus facilement. Même si officiellement ce système n'a pas été mis en cause, les normes actuelles de santé publique interdisent ce genre de parc aquatique pour des raisons d'hygiène[Depuis quand ?].

## L'héritage
Ce parc fut un énorme succès malgré l'ouverture de plusieurs piscines au sein des hôtels. 
Une vraie plage reste en effet plus naturelle qu'une piscine. D'où une série de constructions-rénovations dans les hôtels de 2001 à 2003 afin de transformer les piscines. Un côté des piscines est devenu une pente douce afin de permettre une entrée dans l'eau plus naturelle et plus facile, en particulier pour les enfants. De plus, de nombreux toboggans ou jets d'eau furent ajoutés par la même occasion. Ainsi le Disney's Polynesian Resort offre une plage et une mini-volcan d'où descend une rivière.
Le succès de ce type de parc força Disney a construire tout d'abord le Disney's Typhoon Lagoon puis le Disney's Blizzard Beach. Des rumeurs persistantes indiquent qu'un troisième parc aquatique serait envisagé mais l'agrandissement de Typhoon Lagoon en 2005 et l'espace encore disponible autour de ces deux parcs font démentir ces rumeurs. Quant à River Country le problème de son avenir n'est pas encore résolu. La conversion en piscine pour le camping uniquement implique la fermeture, voir le comblement, ou la transformation de Bay Cove.
En 2016, près de 15 ans après la fermeture du parc, le photojournaliste et activiste américain Seph Lawless publie une série de photos, prises à l'aide d'un drône, du parc abandonné où la nature peu à peu reprend ses droits.
Par ailleurs l'histoire de ce parc aquatique a servi d'inspiration pour une creepypasta (une histoire horrifique publiée sur le Net): Abandonné par Disney (Abandoned by Disney en version originale), dans laquelle un jeune homme se rend dans ledit parc, afin d'en savoir plus sur son histoire, puis fini par découvrir la raison de la fermeture et fait une mauvaise rencontre...